# 3652 Soros
3652 Soros è un asteroide della fascia principale. Scoperto nel 1981, presenta un'orbita caratterizzata da un semiasse maggiore pari a 2,3660288 UA e da un'eccentricità di 0,1933910, inclinata di 2,26911° rispetto all'eclittica.
L'asteroide è dedicato all'imprenditore George Soros, fondatore della International Science Foundation.